# Chrysalis Records
Chrysalis Records je britské hudební vydavatelství založené v roce 1969. Jeho název je sloučením jmen zakladatelů Chrise Wrighta a Terryho Ellise.
Značka Chrysalis vznikla jako sublabel Island Records díky úspěchu jí produkovaných skupin Jethro Tull a Procol Harum. Ve své další historii se Chrysalis stala vydavatelstvím pro některá alba Genesis, v osmdesátých letech pak zázemím novoromantických kapel Ultravox a Spandau Ballet, novovlné skupiny Blondie a jedné z nejslavnějších kapel, hrajících ska, Madness.
Vydavatelství zaniklo v roce 1991, kdy bylo prodáno superlabelu EMI.

## Hudebníci
- Blodwyn Pig
- Blondie
- Gary Brooker
- Belinda Carlisle
- Paul Carrack
- Carter USM
- The Fabulous Thunderbirds
- Tyka Nelson
- Fun Boy Three
- Fun Lovin’ Criminals
- Rory Gallagher
- Gang Starr
- Generation X
- Gentle Giant
- Go West